# Academia de Bellas Artes Zacarías Benavides
La Academia de Bellas Artes Zacarías Benavides fue una academia de artes fundada en 1939 en la ciudad de Sucre, Bolivia.
En ella se formaron importantes artistas plásticos como Gil Imaná, Jorge Imaná, Walter Solón Romero que posteriormente fundaron el Grupo Anteo.

## Reseña histórica
En 1939, por iniciativa de Zacarías Benavides y la tutela del Ateneo de Bellas Artes de Sucre, se fundó la Academia de Bellas Artes. Funcionó durante diez años en ambientes alquilados y luego compartió espacios en el Museo Charcas.
En 1950 pasó a depender de la Universidad Mayor Real y Pontificia de San Francisco Xavier de Chuquisaca por la iniciativa del Rector Guillermo Francovich.
Entre sus profesores estuvieron Juan Rimsa, Jorge Urioste Arana, Luis Bayá, Luis Wallpher Bermeo, Josefina Reynolds, Nanet Zamora, Néstor Villanueva, Enrique Valda del Castillo, Víctor Chvatal, Wálter Samden, Alejandro Ortega.
Se formaron en la Academia importantes artistas como Gil Imaná, Jorge Imaná, Lorgio Vaca, Wálter Solón Romero, Mario Eloy Vargas, José Ostria, Juan Ortega Leyton, Jorge Urioste, Josefina Reynolds, Enrique Valda, Nanet Zamora, José Ramírez, Delfina Arana, Antonio Bustillos, Elsa Arana Freyre, Jorge Barriga, Víctor Bustillos, Domingo Parada, Rolando Chavarría, Luis Aguilar, Reynaldo Urioste Fernández de Córdova,, Roberto Prudencio, Corina Urioste de Urioste,  Néstor Villanueva, Pedro Querejazu.
La Academia funcionó hasta el año 1971, cuando fue cerrada por el gobierno militar de Hugo Bánzer.